# Bitka pri Alcorazu
Bitka pri Alcorazu se je dogajala leta 1096 pred Huesco (predrimski Bolskan, latinsko Osca, arabsko Wasqah) med oblegovalsko vojsko Petra I. Aragonskega in Navarskega in vojsko Al-Mustaina II. Zaragoškega, ki je prišla na pomoč oblegancem.
Obleganje je začell približno dve leti pred bitko (1094) Petrov oče Sancho Ramírez, ki je takrat taboril v gradu  Montearagón. Med pregledovanjem svoje oblegovalske vojske ga je pod obzidjem Hesce ubila mavrska puščica. Obleganje je nadaljeval njegov sin in pri bližnjem Alcorazu porazil Al-Mustainovo vojsko, ki je prihajala iz Zaragoze na pomoč oblegancem. 
Kasnejše legende pravijo, da se je med bitko nad aragonsko krono pojavil križ svetega Jurija, da podprl napore rekonkviste. V podobni legendi se je v bitki pri Claviju več kot dve  stoletji pred tem v podporo krščanski vojski pojavil Santiago Matamoros (sveti Jakob).

## Vir
- Antonio Ubieto Arteta (1951). Una narración de la batalla de Alcoraz atribuida al abad pinatense Aimerico. Argensola: Revista de Ciencias Sociales del Instituto de Estudios Altoaragoneses, 7: 245–56.